# Catalina de Mendoza y Zúñiga

Vista de Granada, ciudad en la que residió Catalina en un grabado de 1563, seis años después de su muerte.

Catalina de Mendoza y Zúñiga (c. 1470-1557) fue una dama española, conocida por su faceta religiosa siendo conocida como la marquesa santa.

## Biografía
Fueron sus padres Pedro González de Mendoza y Luna "el Gordo", I conde de Monteagudo, señor de Almazán (-1596/1510); y su esposa, Isabel de Zúñiga Avellaneda. Catalina tuvo al menos dos hermanos:
- Juan de Mendoza, señor de Almazán, muerto en su juventud antes que su padre.

- Antonio de Mendoza y Zúñiga "el Galán", II conde de Monteagudo de Mendoza y VIII señor de Almazán.

Su padre perteneció a una importante familia y llegó a ser guarda mayor del rey Enrique IV de Castilla y último capitán general de la Frontera de Granada.Por parte de su madre era nieta de Diego López de Zúñiga, I conde de Miranda.
En 1502, contrajo matrimonio con Luis Hurtado de Mendoza. Su marido era hijo de Íñigo López de Mendoza y Quiñones, I marqués de Mondéjar, alcaide de la Alhambra y capitán general de Granada. El matrimonio tuvo al menos ocho hijos:
- Íñigo López de Mendoza y Mendoza, que sucedió en los títulos y estados de su padre. Íñigo casó con María de Mendoza, hija del IV duque del Infantado Íñigo López de Mendoza y Pimentel, con descendencia. Además tuvo una hija extramatrimonial, Catalina.
- Francisco Hurtado de Mendoza "El Moro", caballero de la orden de Santiago, fallecido en La Herradura.
- Pedro González de Mendoza, muerto en la infancia.
- Juan Hurtado de Mendoza, también muerto siendo niño.
- Francisca de Mendoza, casada con el noble valenciano Baltasar Ladrón de la Maza.
- Isabel de Mendoza.
- Ana
- Luisa.

Desde su matrimonio, Catalina residiría en la Alhambra de Granada en donde su suegro era alcaide. Su marido sucedió a su suegro en sus cargos, a la muerte de este en 1515. Catalina tendría una intensa vida religiosa, llegando a prohijar al joven Luis de Sarria (futuro fray Luis de Granada), paje en su casa, en su entrada como fraile dominico.
Además, junto a su hija María que había hecho voto de castidad en su juventud, fue una notable protectora de la Compañía de Jesús. Asimismo se hizo cargo de la educación de su homónima Catalina de Mendoza, hija extramatrimonial de su hijo Íñigo, que en 1600 se convertiría en la primera y única mujer jesuita. Fruto de esta protección, fundó un colegio de la Compañía en Mondéjar (Guadalajara).
Murió en 1557. Catalina sería enterrada inicialmente en el convento de San Francisco en Valladolid.